# Nothing Else Matters
Nothing Else Matters je skladba americké metalové skupiny Metallica. Vyšla v roce 1992 jako třetí singl z jejich páté studiovky, Metallica. Skladba dosáhla 11. pozice v žebříčku Billboard Mainstream Rock Tracks a také v top-ten pozic v mnoha evropských hitparádách. "Nothing Else Matters" se také objevila jako hratelná skladba v hudební videohře Guitar Hero: Metallica. Je uznávaná jako jedna z nejznámějších a nejpopulárnějších písní Metallicy a stala se pravidelně hranou na živých vystoupeních. Objevilo se téměř sto jejích coververzí.
Je to osmý singl alba Metallica. Videoklip k této písni byl vydán v únoru 1992. Režíroval ho Adam Dubin. Tento videoklip je složen z natáčení alba Metallica. Klip je na DVD „A Year And A Half…“. 
Píseň složil Hetfield po kouscích při jednom z turné pro svoji manželku, ale ostatním členům kapely ji nechtěl ani zahrát. Prý je moc osobní. Zlom přišel, když tuto píseň poprvé slyšel Lars Ulrich, který Jamesovi vymluvil úmysl držet píseň v soukromí, aniž by ji kdokoliv znal.[zdroj?]
Nothing Else Matters se od ostatních skladeb na albu naprosto odlišuje, jelikož v ní znějí také akustické kytary a má mnohem pomalejší tempo. Proto se stejně jako skladba Fade to Black z alba Ride the Lighnting, stala u mnoha thrashových fanoušků nenáviděnou, ale u většiny ostatních sklidila velký úspěch.